# Кларенс-хаус
Кларенс-хаус (англ. Clarence House) — вестмінстерська резиденція членів британської королівської сім'ї, яка дотична до Сент-Джеймського палацу зі сторони Мелу.
Невеликий і скромний особняк був побудований Джоном Нешем в 1825-27 рр. для герцога Кларенса, який через три роки ввійшов на престол під іменем Вільгельм IV. При королеві Вікторії в Кларенс-хаусі проживала спочатку її мати Вікторія Саксен-Кобург-Заальфельдська, а потім — молодші сини. Королева Єлизавета II з чоловіком займала Кларенс-хаус до приходу на престол. Тепер цю традицію продовжує її син, принц Чарльз, а з 1953 по 2002 рр. Кларенс-хаус був лондонською резиденцією королеви-матері Єлизавети Боуз-Лайон.